# Iverny
Iverny is een gemeente in het Franse departement Seine-et-Marne (regio Île-de-France) en telt 488 inwoners (1999). De plaats maakt deel uit van het arrondissement Meaux.

## Geografie
De oppervlakte van Iverny bedraagt 1,8 km², de bevolkingsdichtheid is 271,1 inwoners per km².
De onderstaande kaart toont de ligging van Iverny met de belangrijkste infrastructuur en aangrenzende gemeenten.

## Demografie
Onderstaande figuur toont het verloop van het inwonertal (bron: INSEE-tellingen).

## Externe links

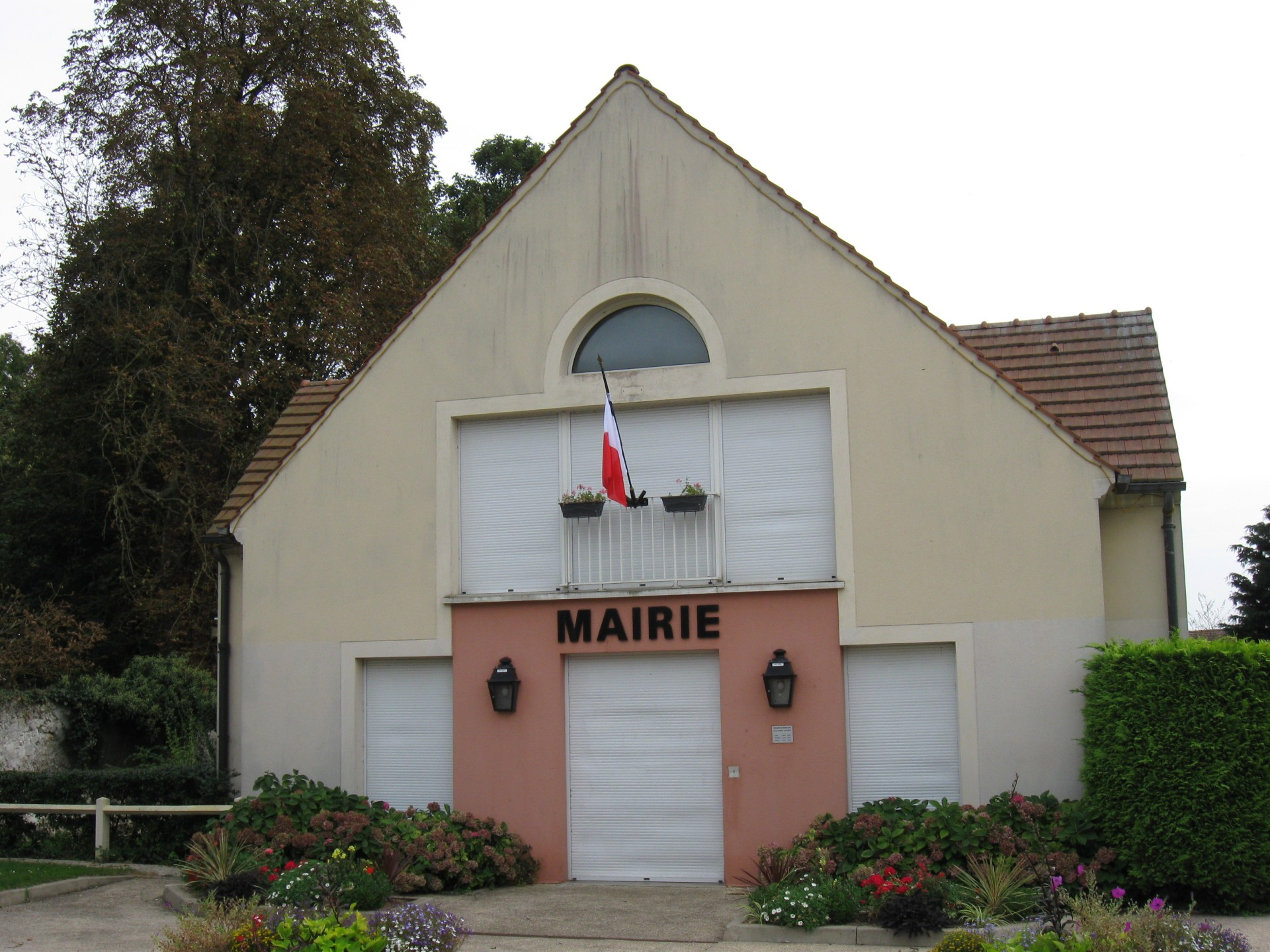
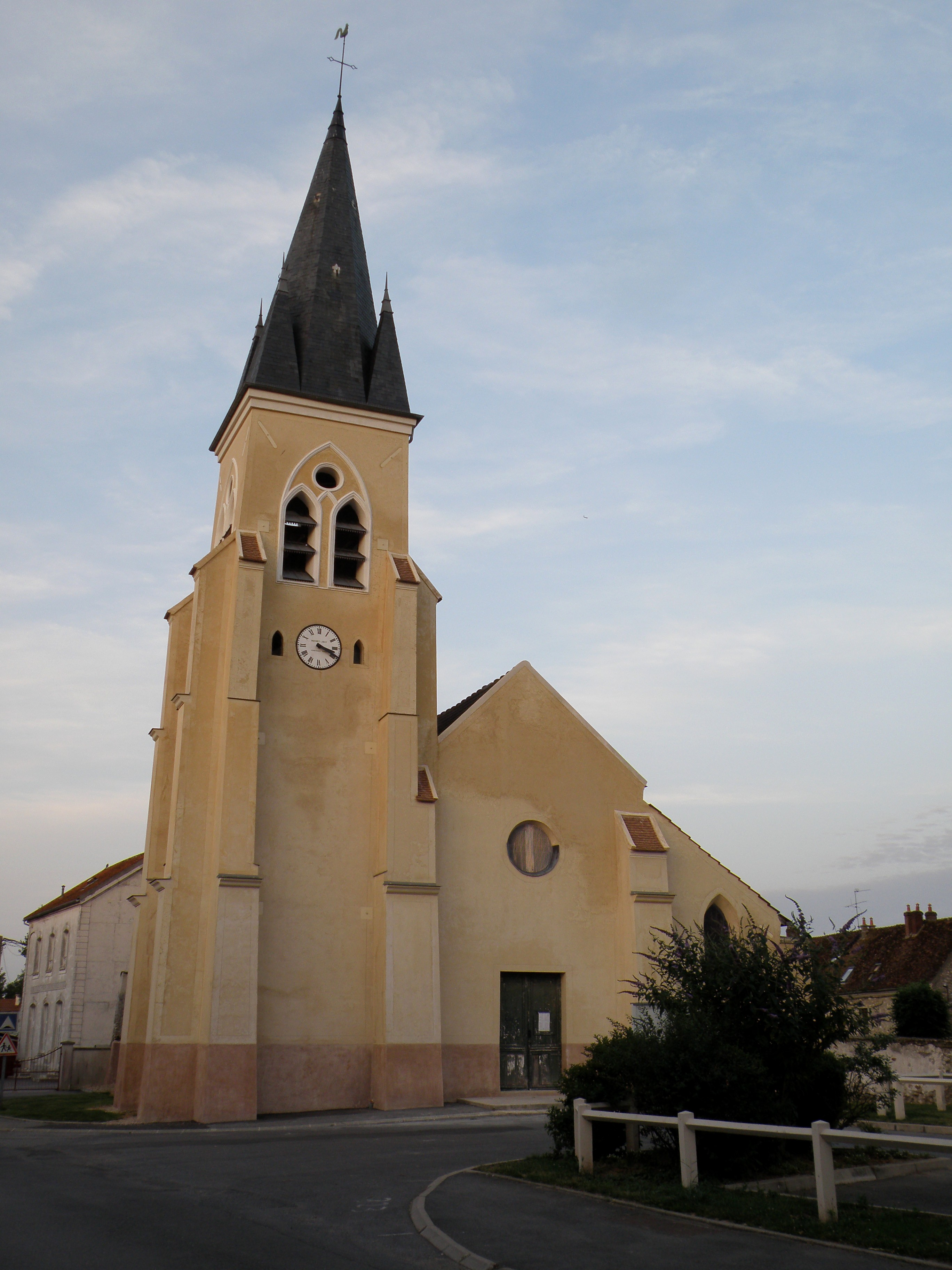
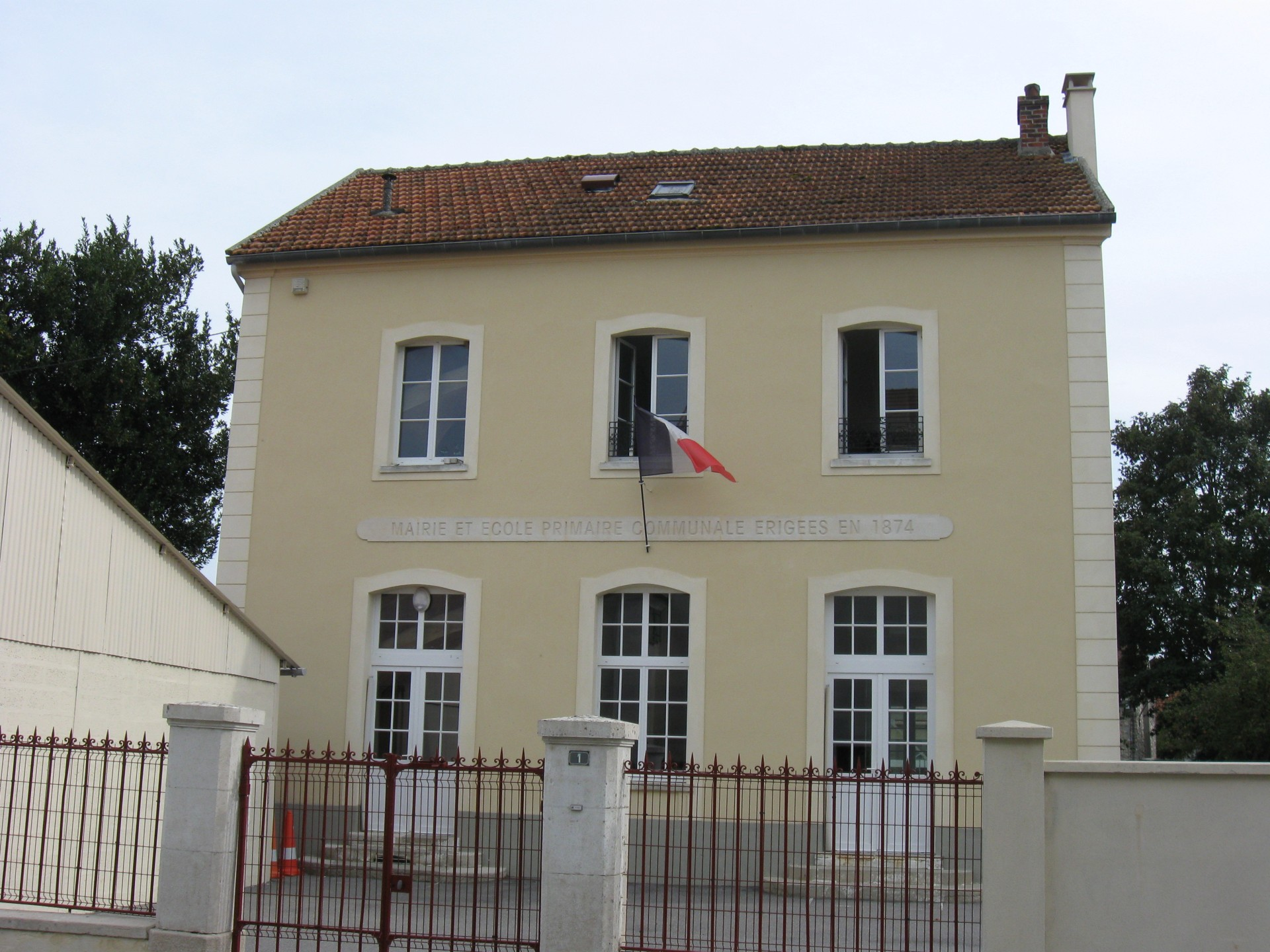